# 1807年11月29日日食
1807年11月29日日食为一次在协调世界时1807年11月29日出現的全環食。該次日食食分為1.0135，食甚維持1分26秒。

## 概述
這次日食的食分是1.0135，全環食維持1分26秒。

## 基本參數
- 類型：全環食
- 食甚資料：
  - 日期：1807年11月29日
  - 時間：11時42分9秒
  - 地點：11N 4E
  - 食分：1.0135
  - 日全環食持續時間：1分26秒

## 外部連結
- NASA日食專頁（页面存档备份，存于）（英文）